# Agraria
L'agraria, o scienze agrarie, è l'insieme delle discipline e delle pratiche volte alla produzione alimentare. L'agraria comprende l'agronomia, la zootecnia, le coltivazioni arboree, le coltivazioni erbacee, le coltivazioni orticole, la fitopatologia, la zooiatria, l'idraulica agraria, la meccanica agraria, le costruzioni rurali, l'economia agraria, l'estimo e l'agrimensura, le industrie agrarie, la chimica agraria, la biologia vegetale e animale, la microbiologia alimentare, il miglioramento genetico, la pedologia, le ingegnerie agrarie, agroenergie e molte altre discipline indispensabili al fine dell'articolata pratica quale la produzione alimentare in larga scala.

## L'insegnamento delle scienze agrarie
Lo studente di agraria sviluppa, oggigiorno, competenze in svariati campi del sapere, molti anche distanti tra loro, come, ad esempio: agronomia, economia, estimo, diritto agrario, topografia, costruzioni, idraulica, tecnologie alimentari, industrie agrarie, biologia, microbiologia, genetica, zootecnica, zoologia, nutrizione, entomologia, patologia vegetale, pedologia, geologia, pianificazione territoriale, storia dell'agricoltura, oltre a materie propedeutiche quali botanica, chimica, fisica e matematica.

### Italia
L'insegnamento universitario delle materie attinenti all'agricoltura è stato in Italia affidato agli orti botanici.
Il 5 ottobre 1840, con la Notificazione del Granduca Leopoldo II di Lorena, veniva istituita la cattedra di Agricoltura e Pastorizia nel quadro della riforma del piano di studi dell’Ateneo Pisano. Quale primo titolare venne chiamato il Marchese Cosimo Ridolfi, agricoltore, cultore di studi agrari e accademico georgofilo, deciso ed autorevole propugnatore dell’idea innovatrice di “professare agricoltura all’Università”.
Con notificazione della Sopraintentenza degli Studi del Granducato di Toscana, in data 1 marzo 1844 venne istituita la Scuola di Agraria. Essa rilasciava un diploma accademico che ha costituito il primo ordinamento di studi universitari, di cui si abbia notizia, per il conseguimento di una laurea in scienze agrarie.
La Facoltà di Agraria fu istituita definitivamente nel 1871 ed è stata la prima istituzione universitaria di studi agrari nel mondo.
In contemporanea nel 1870 nacque la Scuola superiore di agricoltura di Milano e, subito dopo, quella di Portici, che, nell'immobilismo culturale italiano, costituirono una vera svolta.
In Italia con il termine "agraria" si indicano soprattutto alcune facoltà universitarie che si sono occupate storicamente del settore primario, ma che negli ultimi decenni hanno mostrato grande interesse anche per il settore industriale, dal campo alimentare alle biotecnologie. Le università propongono corsi nelle macroaree di Scienze e Tecnologie agrarie, Scienze forestali e ambientali, Produzioni animali, Biotecnologie, Ambiente e Territorio, Viticoltura ed Enologia, Tecnologie alimentari.

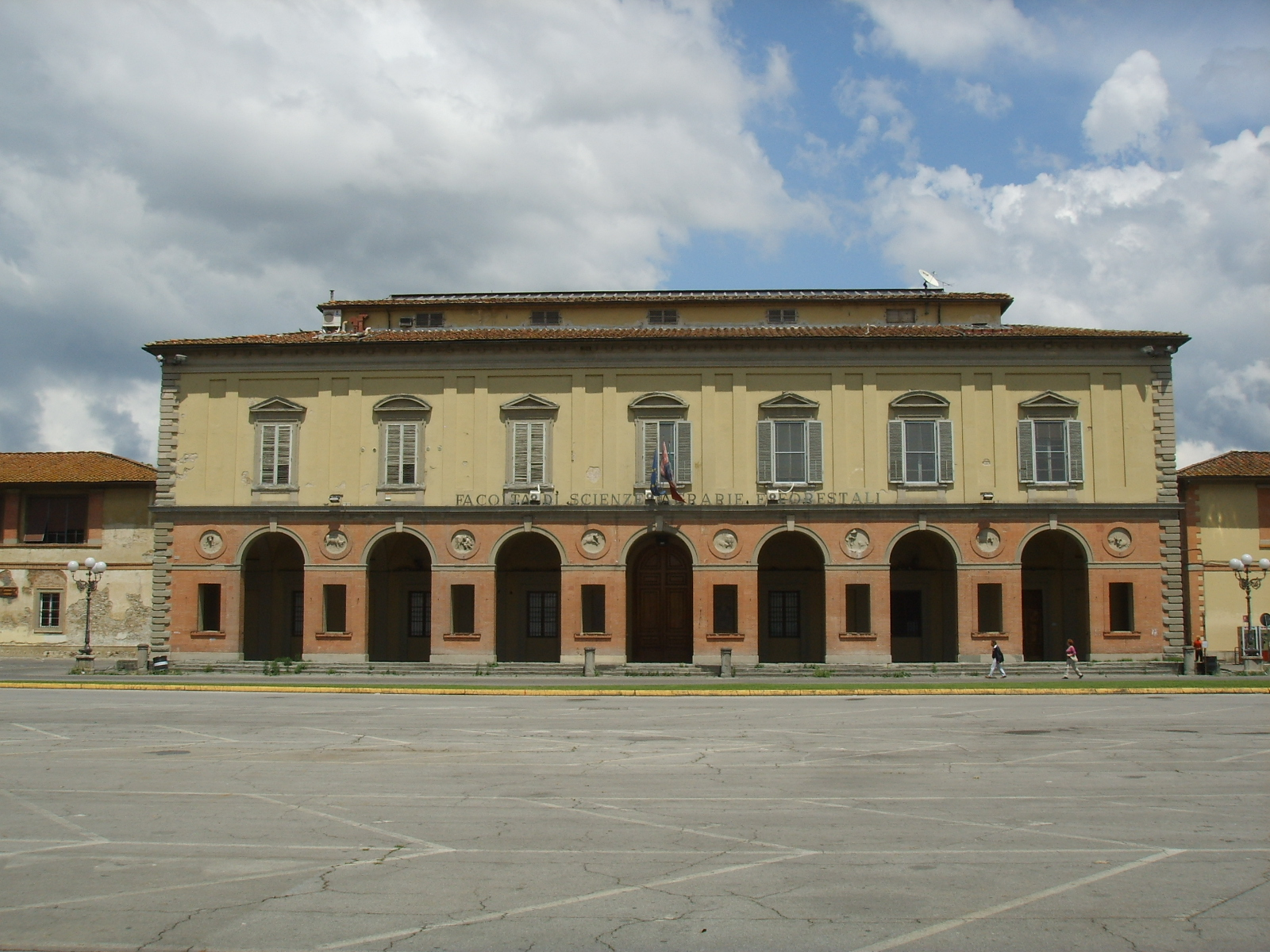
La palazzina reale alle Cascine, sede della Facoltà di Agraria dell'Università di Firenze

In Italia sono attivi corsi di laurea in agraria presso gli atenei di Ancona, Bari, Bologna, Campobasso, Catania, Firenze, Foggia, Milano, Modena e Reggio Emilia, Napoli, Padova, Palermo, Parma, Perugia, Piacenza (Cattolica del Sacro Cuore), Pisa, Potenza, Reggio Calabria, Sassari, Salerno, Teramo, Torino, Udine e Viterbo.

## Filosofia
Connesso a temi agrari è lo studio filosofico di questioni che si riferiscono alla filosofia sociale e filosofia politica che esprimono l'ideologia propria dei partiti e dei movimenti agrari e/o contadini. Nel ruralismo prevale l'ideale di una società rurale che valorizza uno stile di una vita ritenuto più semplice e salutare rispetto alla complessità della vita cittadina.